# Ráday Gedeon (belügyminiszter)

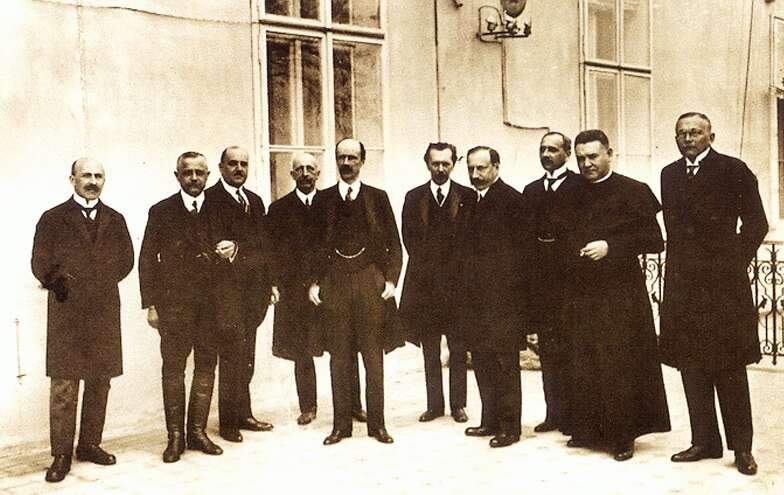
Balról a negyedik Ráday Gedeon

Rádai gróf Ráday Gedeon (Pest, 1872. október 18. – Iklad, 1937. szeptember 22.) főispán, politikus, belügyminiszter.

## Családja
Ráday Gedeon és Philippine von Pergen második gyermeke. 1872. október 20-án kereszteltették Gedeon Fülöp névre a pesti Magyar utca 5. szám alatt született gyermeket a Kálvin téri református templomban.
1899-ben feleségül vette szirmabessenyői Szirmay Alice-t (1869–1943), gyermekük azonban nem született.

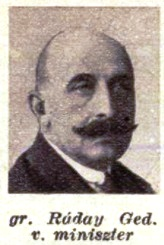
Pesti Hírlap (1878-1944) 1938. Az év halottai.

## Élete
Iskoláit Bécsben és Budapesten végezte. Pályáját mint közigazgatási gyakornok kezdte Pest-Pilis-Solt-Kiskun vármegyében. Politikusként Tisza István hívei közé tartozott, és a főrendiházban is több jelentős sikert könyvelhetett el mint szónok. 1910-ben kinevezték Pest-Pilis-Solt-Kiskun vármegye és Kecskemét törvényhatósági jogú város főispánjává, de ezen tisztségeiről lemondott, amikor 1917-ben bevonult a hadseregbe.
A Tanácsköztársaság idején fogságba esett, de megmenekült, majd Bécsbe ment, ahol a gróf Bethlen István vezette Antibolsevista Comité alelnöke volt. Ebben a minőségében szoros összeköttetésben volt a szegedi ellenforradalmi kormánnyal. A tanácsköztársaság bukása után Pest-Pilis-Solt-Kiskun vármegye kormánybiztos főispánja lett, ezen kívül Jász-Nagykun-Szolnok vármegye és Kecskemét kerületi kormánybiztosa. 1921 áprilisától decemberéig belügyminiszterként működött. 1922-ben Nagykőrös város nemzetgyűlési képviselőjévé választotta.